# Lee Cha-man
Lee Cha-man ((이차만?, 李次滿?); 30 settembre 1950) è un ex calciatore sudcoreano, di ruolo centrocampista.

## Statistiche

### Cronologia presenze e reti in Nazionale
| Cronologia completa delle presenze e delle reti in nazionale ― Corea del Sud | Cronologia completa delle presenze e delle reti in nazionale ― Corea del Sud | Cronologia completa delle presenze e delle reti in nazionale ― Corea del Sud | Cronologia completa delle presenze e delle reti in nazionale ― Corea del Sud | Cronologia completa delle presenze e delle reti in nazionale ― Corea del Sud | Cronologia completa delle presenze e delle reti in nazionale ― Corea del Sud | Cronologia completa delle presenze e delle reti in nazionale ― Corea del Sud | Cronologia completa delle presenze e delle reti in nazionale ― Corea del Sud |
| Data                                                                         | Città                                                                        | In casa                                                                      | Risultato                                                                    | Ospiti                                                                       | Competizione                                                                 | Reti                                                                         | Note                                                                         |
| ---------------------------------------------------------------------------- | ---------------------------------------------------------------------------- | ---------------------------------------------------------------------------- | ---------------------------------------------------------------------------- | ---------------------------------------------------------------------------- | ---------------------------------------------------------------------------- | ---------------------------------------------------------------------------- | ---------------------------------------------------------------------------- |
| 10-9-1971                                                                    | Seul                                                                         | Corea del Sud                                                                | 2 – 0                                                                        | Iran                                                                         | Amichevole                                                                   | -                                                                            |                                                                              |
| 12-9-1971                                                                    | Seul                                                                         | Corea del Sud                                                                | 0 – 2                                                                        | Iran                                                                         | Amichevole                                                                   | -                                                                            |                                                                              |
| 8-11-1971                                                                    | Bangkok                                                                      | Corea del Sud                                                                | 2 – 2                                                                        | Malaysia                                                                     | 1971 King's Cup                                                              | -                                                                            |                                                                              |
| 12-11-1971                                                                   | Bangkok                                                                      | Corea del Sud                                                                | 0 – 0                                                                        | Indonesia                                                                    | 1971 King's Cup                                                              | -                                                                            |                                                                              |
| 14-11-1971                                                                   | Bangkok                                                                      | Corea del Sud                                                                | 1 – 1 dts (2 - 1 dtr)                                                        | Vietnam del Sud                                                              | 1971 King's Cup                                                              | -                                                                            |                                                                              |
| 16-11-1971                                                                   | Bangkok                                                                      | Thailandia                                                                   | 0 – 1                                                                        | Corea del Sud                                                                | 1971 King's Cup                                                              | -                                                                            |                                                                              |
| 10-5-1972                                                                    | Bangkok                                                                      | Corea del Sud                                                                | 4 – 1                                                                        | Repubblica Khmer                                                             | Coppa d'Asia 1972 - 1º turno                                                 | -                                                                            |                                                                              |
| 12-5-1972                                                                    | Bangkok                                                                      | Corea del Sud                                                                | 1 – 2                                                                        | Kuwait                                                                       | Coppa d'Asia 1972 - 1º turno                                                 | -                                                                            |                                                                              |
| 19-5-1972                                                                    | Bangkok                                                                      | Iran                                                                         | 2 – 1                                                                        | Corea del Sud                                                                | Coppa d'Asia 1972 - Finale 3º/4º posto                                       | -                                                                            | 46’                                                                          |
| 14-9-1972                                                                    | Tokyo                                                                        | Giappone                                                                     | 2 – 2                                                                        | Corea del Sud                                                                | Korea-Japan Annual Match                                                     | 1                                                                            | 46’                                                                          |
| 20-9-1972                                                                    | Seul                                                                         | Corea del Sud                                                                | 3 – 0                                                                        | Thailandia                                                                   | 1972 President's Cup                                                         | -                                                                            | 45’                                                                          |
| 22-9-1972                                                                    | Seul                                                                         | Corea del Sud                                                                | 3 – 1                                                                        | Repubblica Khmer                                                             | 1972 President's Cup                                                         | -                                                                            | 45’                                                                          |
| 24-9-1972                                                                    | Seul                                                                         | Corea del Sud                                                                | 2 – 0                                                                        | Malaysia                                                                     | 1972 President's Cup                                                         | -                                                                            | 45’                                                                          |
| 27-9-1972                                                                    | Seul                                                                         | Corea del Sud                                                                | 0 – 1                                                                        | Birmania                                                                     | 1972 President's Cup                                                         | -                                                                            | 45’                                                                          |
| 30-9-1972                                                                    | Seul                                                                         | Corea del Sud                                                                | 1 – 0                                                                        | Malaysia                                                                     | 1972 President's Cup                                                         | -                                                                            |                                                                              |
| 22-10-1972                                                                   | Seul                                                                         | Corea del Sud                                                                | 1 – 1                                                                        | Australia                                                                    | Amichevole                                                                   | 1                                                                            |                                                                              |
| 24-10-1972                                                                   | Seul                                                                         | Corea del Sud                                                                | 0 – 2                                                                        | Australia                                                                    | Amichevole                                                                   | -                                                                            |                                                                              |
| 18-11-1972                                                                   | Bangkok                                                                      | Corea del Sud                                                                | 4 – 1                                                                        | Malaysia                                                                     | 1972 King's Cup                                                              | -                                                                            |                                                                              |
| 22-11-1972                                                                   | Bangkok                                                                      | Indonesia                                                                    | 1 – 1                                                                        | Corea del Sud                                                                | 1972 King's Cup                                                              | -                                                                            |                                                                              |
| 24-11-1972                                                                   | Bangkok                                                                      | Corea del Sud                                                                | 2 – 0                                                                        | Singapore                                                                    | 1972 King's Cup                                                              | -                                                                            |                                                                              |
| 26-11-1972                                                                   | Bangkok                                                                      | Thailandia                                                                   | 1 – 0                                                                        | Corea del Sud                                                                | 1972 King's Cup                                                              | -                                                                            |                                                                              |
| 28-11-1972                                                                   | Bangkok                                                                      | Corea del Sud                                                                | 0 – 0                                                                        | Singapore                                                                    | 1972 King's Cup                                                              | -                                                                            | 45’                                                                          |
| 21-5-1973                                                                    | Seul                                                                         | Corea del Sud                                                                | 0 – 0                                                                        | Malaysia                                                                     | Qual. Mondiali 1974                                                          | -                                                                            |                                                                              |
| 23-5-1973                                                                    | Seul                                                                         | Corea del Sud                                                                | 0 – 0                                                                        | Israele                                                                      | Qual. Mondiali 1974                                                          | -                                                                            |                                                                              |
| 26-5-1973                                                                    | Seul                                                                         | Corea del Sud                                                                | 3 – 1                                                                        | Hong Kong                                                                    | Qual. Mondiali 1974                                                          | -                                                                            |                                                                              |
| 23-6-1973                                                                    | Seul                                                                         | Corea del Sud                                                                | 2 – 0                                                                        | Giappone                                                                     | Korea-Japan Annual Match                                                     | 1                                                                            |                                                                              |
| 22-9-1973                                                                    | Seul                                                                         | Corea del Sud                                                                | 6 – 0                                                                        | Repubblica Khmer                                                             | 1973 President's Cup                                                         | -                                                                            |                                                                              |
| 24-9-1973                                                                    | Seul                                                                         | Corea del Sud                                                                | 3 – 1                                                                        | Indonesia                                                                    | 1972 President's Cup                                                         | -                                                                            |                                                                              |
| 28-9-1973                                                                    | Seul                                                                         | Corea del Sud                                                                | 0 – 1                                                                        | Birmania                                                                     | 1973 President's Cup                                                         | -                                                                            |                                                                              |
| 16-12-1973                                                                   | Bangkok                                                                      | Corea del Sud                                                                | 5 – 0                                                                        | Repubblica Khmer                                                             | 1973 King's Cup                                                              | -                                                                            | 45’                                                                          |
| 18-12-1973                                                                   | Bangkok                                                                      | Corea del Sud                                                                | 0 – 0                                                                        | Malaysia                                                                     | 1973 King's Cup                                                              | -                                                                            |                                                                              |
| 22-12-1973                                                                   | Bangkok                                                                      | Corea del Sud                                                                | 2 – 0                                                                        | Birmania                                                                     | 1973 King's Cup                                                              | -                                                                            |                                                                              |
| 25-12-1973                                                                   | Bangkok                                                                      | Malaysia                                                                     | 1 – 2                                                                        | Corea del Sud                                                                | 1973 King's Cup                                                              | -                                                                            |                                                                              |
| 11-12-1974                                                                   | Bangkok                                                                      | Corea del Sud                                                                | 4 – 0                                                                        | Indonesia                                                                    | 1974 King's Cup                                                              | -                                                                            | 45’                                                                          |
| 13-12-1974                                                                   | Bangkok                                                                      | Corea del Sud                                                                | 2 – 1                                                                        | Repubblica Khmer                                                             | 1974 King's Cup                                                              | -                                                                            |                                                                              |
| 15-12-1974                                                                   | Bangkok                                                                      | Corea del Sud                                                                | 2 – 2                                                                        | Vietnam del Sud                                                              | 1974 King's Cup                                                              | 1                                                                            | 75’                                                                          |
| 18-12-1974                                                                   | Bangkok                                                                      | Corea del Sud                                                                | 0 – 0                                                                        | Malaysia                                                                     | 1974 King's Cup                                                              | -                                                                            | 45’                                                                          |
| 20-12-1974                                                                   | Bangkok                                                                      | Thailandia                                                                   | 1 – 3                                                                        | Corea del Sud                                                                | 1974 King's Cup                                                              | -                                                                            | 99’                                                                          |
| 25-12-1974                                                                   | Hong Kong                                                                    | Corea del Sud                                                                | 3 – 1                                                                        | Indonesia                                                                    | Hong Kong Tournament                                                         | -                                                                            | 71’                                                                          |
| 16-3-1975                                                                    | Bangkok                                                                      | Malaysia                                                                     | 2 – 1                                                                        | Corea del Sud                                                                | Qual. Coppa d'Asia 1976                                                      | -                                                                            |                                                                              |
| 19-3-1975                                                                    | Bangkok                                                                      | Corea del Sud                                                                | 1 – 0                                                                        | Vietnam del Sud                                                              | Qual. Coppa d'Asia 1976                                                      | -                                                                            |                                                                              |
| 24-3-1975                                                                    | Bangkok                                                                      | Thailandia                                                                   | 1 – 0                                                                        | Corea del Sud                                                                | Qual. Coppa d'Asia 1976                                                      | -                                                                            |                                                                              |
| 16-5-1975                                                                    | Seul                                                                         | Corea del Sud                                                                | 1 – 0                                                                        | Libano                                                                       | 1975 President's Cup                                                         | -                                                                            |                                                                              |
| 22-5-1975                                                                    | Seul                                                                         | Corea del Sud                                                                | 1 – 0                                                                        | Birmania                                                                     | 1975 President's Cup                                                         | -                                                                            |                                                                              |
| 12-6-1975                                                                    | Giacarta                                                                     | Birmania                                                                     | 0 – 2                                                                        | Corea del Sud                                                                | Jakarta Anniversary Tournament                                               | -                                                                            |                                                                              |
| 16-6-1975                                                                    | Giacarta                                                                     | Malaysia                                                                     | 1 – 1 dts (4-3 dtr)                                                          | Corea del Sud                                                                | Jakarta Anniversary Tournament                                               | -                                                                            |                                                                              |
| 18-6-1975                                                                    | Giacarta                                                                     | Indonesia                                                                    | 3 – 2                                                                        | Corea del Sud                                                                | Jakarta Anniversary Tournament                                               | -                                                                            |                                                                              |
| 21-12-1975                                                                   | Bangkok                                                                      | Corea del Sud                                                                | 3 – 1                                                                        | Birmania                                                                     | King's Cup 1975                                                              | -                                                                            |                                                                              |
| 23-12-1975                                                                   | Bangkok                                                                      | Thailandia                                                                   | 2 – 1                                                                        | Corea del Sud                                                                | King's Cup 1975                                                              | -                                                                            | 55’                                                                          |
| Totale                                                                       |                                                                              | Presenze                                                                     | 49                                                                           |                                                                              | Reti                                                                         | 4                                                                            |                                                                              |